# Paul Henry (artiste)
Pour les articles homonymes, voir Paul Henry (homonymie).
Paul Henry, né le 11 avril 1876 à Belfast en Irlande au Royaume-Uni, et mort à Bray (Irlande) le 24 août 1958, est un artiste irlandais réputé pour représenter le paysage de l'ouest de l'Irlande dans un style post-impressionniste épuré.

## Biographie
Paul Henry né le 11 avril 1876, au 61 University Road à Belfast en Irlande, est le fils de Robert Mitchell Henry, pasteur baptiste  (qui rejoint ensuite les Frères de Plymouth), et de Kate Ann Berry.
Henry commence à étudier au Collège méthodiste de Belfast en 1882. C'est à cette époque qu'il commence à dessiner régulièrement. À l'âge de quinze ans, il déménage à la Royal Belfast Academical Institution (en). Il étudie l'art à la Belfast School of Art avant d'aller à Paris en 1898 pour étudier à l'Académie Julian et à l'atelier de Whistler.
En 1908, il est membre du premier comité du London Salon organisé par l'Allied Artists' Association.
Il épouse la peintre Grace Henry (en) en 1903 et retourne en Irlande en 1910. De là, jusqu'en 1919, il vit sur l'île d'Achill, où il apprend à saisir les jeux de lumière et de paysage propres à l'ouest de l'Irlande. En 1919, il s'installe à Dublin et en 1920, il est l'un des fondateurs de la Society of Dublin Painters, à l'origine un groupe de dix artistes. Henry conçoit plusieurs affiches ferroviaires, dont certaines, notamment Connemara Landscape, connaissent des ventes considérables. Il se sépare de sa femme en 1929. Sa deuxième femme est l'artiste Mabel Young.
Dans les années 1920 et 1930, Henry est l'artiste irlandais le plus connu, celui qui a une influence considérable sur l'image populaire de l'ouest de l'Irlande. Bien qu'il semble avoir cessé d'expérimenter sa technique après son départ d'Achill et que sa portée soit limitée, il crée un grand nombre de belles images dont la familiarité témoigne de son influence.
L'utilisation de la couleur par Henry est affectée par son daltonisme rouge-vert. Henry perd la vue en 1945 et ne la retrouve plus.
Une exposition commémorative de l'œuvre d'Henry a lieu au Trinity College de Dublin en 1973 et la National Gallery of Ireland organise une exposition majeure de son œuvre en 2004.
Une peinture de Henry est présentée dans un épisode de l'émission de télévision de la BBC, Antiques Roadshow, diffusée le 12 novembre 2006. Le tableau est évalué entre 40 000 et  60 000 £ par le roadshow. Cependant, en raison du dynamisme du marché de l'art irlandais à l'époque, il se vend pour 260 000 € le 5 décembre 2006 dans le cadre de la vente conjointe Important Irish Art de James Adams et Bonhams.
Paul Henry meurt chez lui au 1 Sidmonton Square à Bray dans le comté de Wicklow, et sa femme, Mabel lui survit.

## Œuvres dans les collections
- The Niland Collection (en), The Model, Sligo
- The Crawford Gallery, Cork, including Landscape (1923)
- Musée du Luxembourg
- Galerie nationale d'Irlande, Dublin
- Ulster Museum, Belfast
- The Hunt Museum, Limerick